# Йозеф фон Щолберг-Щолберг
Йозеф Кристиан Ернст Лудвиг фон Щолберг-Щолберг (на немски: Josef Christian Ernst Ludwig Graf zu Stolberg-Stolberg; * 21 юни 1771, Щолберг в Харц; † 27 декември 1839, Щолберг) е граф на Щолберг-Щолберг.

## Произход
Той е вторият син на граф Карл Лудвиг фон Щолберг-Щолберг (1742 – 1815) и съпругата му графиня Йохана Александрина Шарлота Фридерика фон Флеминг (1748 – 1818), дъщеря на граф Карл Георг Фридрих фон Флеминг (1705 –1767) и принцеса Хенриета Шарлота Лубомирска (1720 – 1782). По-големият му брат е наследственият граф Фридрих фон Щолберг-Щолберг (1769 – 1805).
Йозеф фон Щолберг-Щолберг умира на 68 години на 27 декември 1839 г. в Щолберг и е погребан в Щолберг.

## Фамилия
Йозеф фон Щолберг-Щолберг се жени в Шарлотенбург на 22 май 1819 г. за племенницата му графиня Луиза Августа Хенриета фон Щолберг-Щолберг (* 13 януари 1799, Щолберг; † 15 август 1875, Щолберг), дъщеря на брат му наследствения граф Фридрих фон Щолберг-Щолберг (1769 – 1805) и първата му съпруга графиня Мариана Дидерика фон дер Марк (1780 – 1814), незаконна дъщеря на пруския крал Фридрих Вилхелм II (1780 – 1814). Те имат децата:
- Алфред фон Щолберг-Щолберг (* 23 ноември 1820, Щолберг; † 24 януари 1903, Ротлебероде), става 1. княз на Щолберг на 22 март 1893 г., женен в Аролзен на 15 юни 1848 г. за принцеса Августа фон Валдек-Пирмонт (* 21 юли 1824; † 4 септември 1893)
- Матилда (* 23 май 1823, Щолберг; † 13 май 1873, Вила Ингенхайм, Потсдам)
- Елизабет (* 28 октомври 1825, Щолберг; † 10 януари 1907, Хиршберг, Силезия), омъжена на 23 май 1861 г. в Щолберг за граф Юлиус Фердинанд Мария Лауренциус фон Ингенхайм (* 10 август 1827; † 28 март 1903)
- Мария Агнес (* 14 октомври 1832, Щолберг; † 18 април 1883, Щолберг)
- Луиза (* 15 декември 1835, Щолберг; † 25 март 1872, Лайпциг)